# Farinelli (zanger)

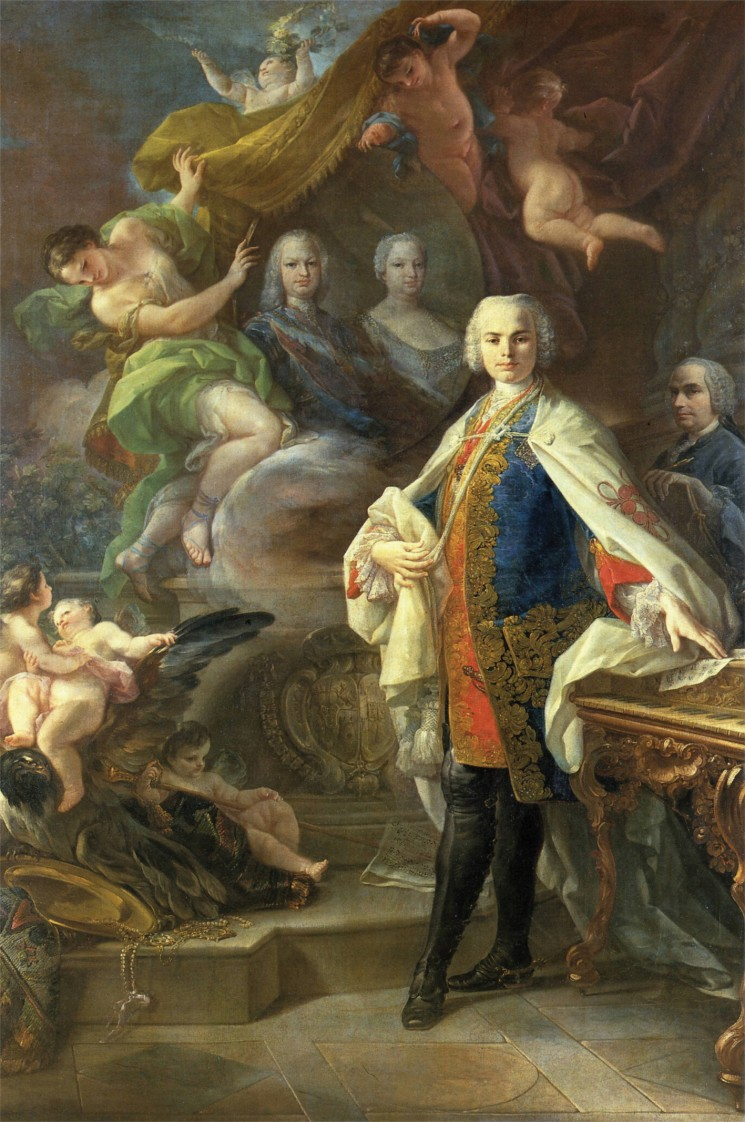
Farinelli

Farinelli, artiestennaam van Carlo Broschi (Andria, 24 januari 1705 – Bologna, 16 september 1782) was een van de beroemdste Italiaanse soprano castrato zangers van de 18e eeuw. Farinelli kon niet alleen zingen, maar hij bespeelde ook toetsinstrumenten. Af en toe componeerde en schreef hij teksten. Het Internationaal Muziekmuseum en Bibliotheek in Bologna besteedt aandacht aan zijn leven en werk.

## Biografie
Carlo Broschi werd te Andria geboren in een familie van lagere adel. Zijn vader, Salvatore, was gouverneur van Marate en Cisternino van 1706 tot 1709. Broschi werd gecastreerd toen hij ongeveer 7-8 jaar was om zijn mooie zangstem te behouden. In de achttiende eeuw was castratie in Italië verboden, maar toch redelijk gangbaar. Waarschijnlijk werden jaarlijks vierduizend jongetjes gecastreerd. Ouders deden dit omdat goede castraatzangers zeer beroemd konden worden, met optredens aan alle koninklijke hoven door heel Europa en enorme verdiensten. De meeste gecastreerde jongetjes waren van arme afkomst. Farinelli was hierop de uitzondering omdat hij van rijke afkomst was. Hij werd naar een speciale muziekschool voor castraten in Napels gestuurd. Daar kregen de jongens allerlei lessen zoals: stemtrainingen, leren componeren en improviseren. De artiestennaam Farinelli komt van zijn beschermheren, de rijke familie Farina.

### Opkomst
Farinelli verwierf zijn prachtige stem onder de begeleiding van Nicola Porpora. Hij werd in heel Zuid-Italië bekend als "Il Ragazzo" ("De Jongen").
In 1720 zong Farinelli voor het eerst in het openbaar in een stuk van zijn mentor: "Angelica e Medoro". In 1722 verscheen hij voor het eerst in Rome in Porpora’s "Eumene". In dit stuk overtrof hij een bekende Duitse trompettist, voor wie Porpora een obbligato had geschreven, in een van de
liederen voor 'il Ragazzo'. Het publiek was vooral enthousiast, omdat Farinelli een noot van wonderbaarlijke lengte, zuiverheid, macht en variatie kon aanhouden. In opera’s speelde hij meestal de vrouwelijke hoofdrol, zoals Adelaide in Porpora’s "Adelaide".
In 1724 verscheen Farinelli in Wenen en het volgende jaar in Venetië. Kort daarna keerde hij terug naar Napels. In 1726 zong hij in Milaan, waar Johann Joachim Quantz hem hoorde en het volgende schreef:
Farinelli had een doordringende, volle, rijke, heldere en goedgemoduleerde sopraanstem en had toen een bereik van A onder midden C tot D drie octaven boven midden C. ... Zijn intonatie was zuiver, zijn ademcontrole buitengewoon en hij had een zeer behendige keel, zodat hij snel en met het grootste gemak en zekerheid de breedste intervallen uitvoerde.

### Succes
Farinelli zong in Bologna in 1727. Daar ontmoette hij zanger Antonio Bernacchi. De twee voerden een muzikaal duel uit in de opera Antigona (door Orlandini). Bernacchi was 42, Farinelli twintig jaar jonger. Bernacchi imiteerde eerst de ornamentaties van Farinelli waarna hij zijn eigen veel verbazingwekkendere ornamentatie toevoegde - en dit was vijf jaar nadat Farinelli zijn even beroemde wedstrijd met de Duitse trompetspeler in Rome had gewonnen. Een onverwacht resultaat van het duel was dat de twee castraten goede vrienden werden tot aan het eind van het leven van Bernacchi. Farinelli verscheen in bijna alle grote steden en zijn succes nam steeds toe. Hij keerde voor de derde maal terug naar Wenen in 1731.

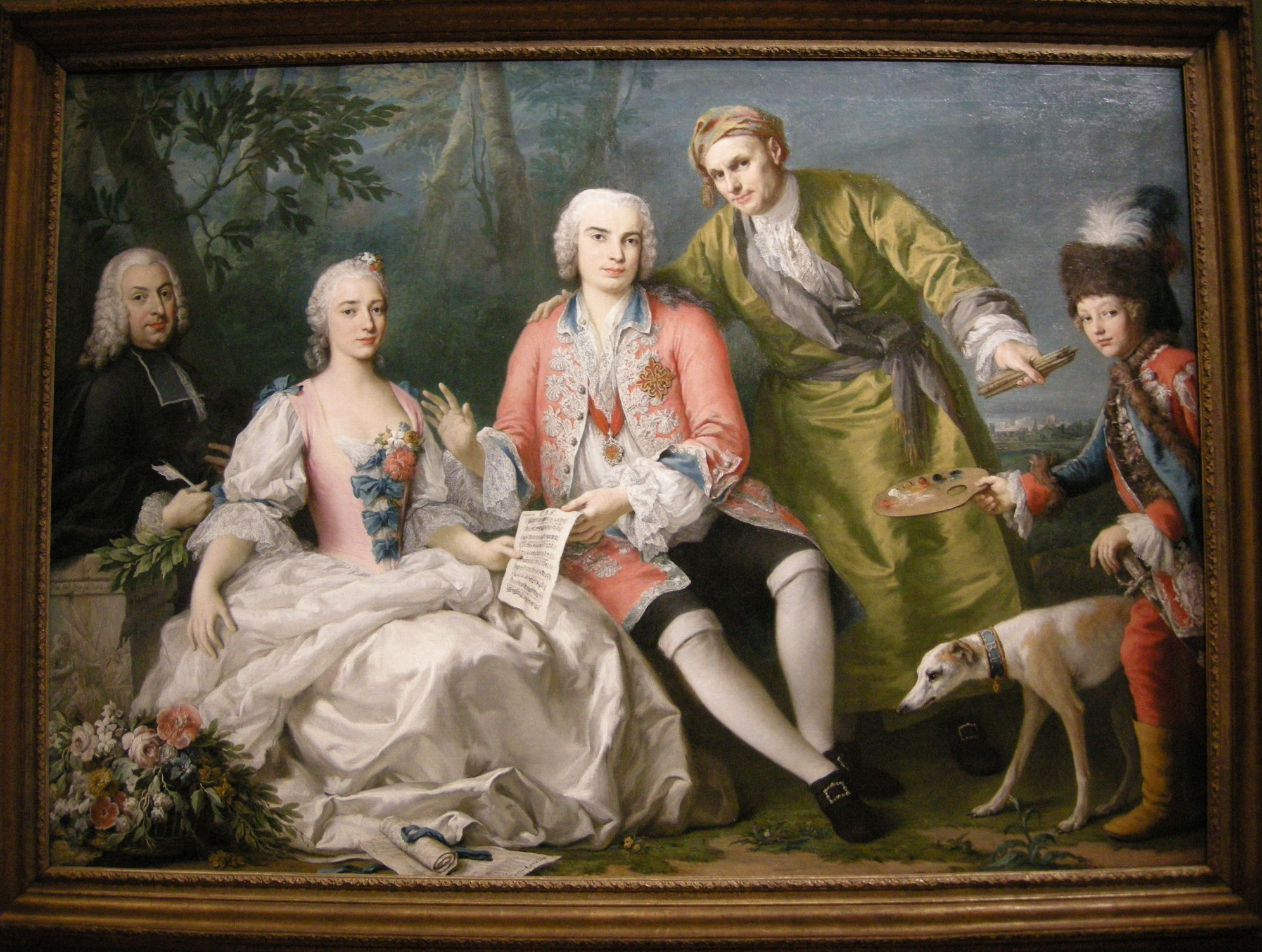
V.l.n.r. Pietro Metastasio, Teresa Castellini, Farinelli, onbekend, en de Aartshertog van Oostenrijk als page.

Hij veranderde zijn stijl (zegt men) door het advies van keizer Karel VI van zuivere bravoure, uit Porpora's scholing, naar pathos en eenvoud. Hij bezocht Londen in 1734, waar hij meedeed aan de vete tussen Händel en Porpora. Farinelli ontmoette zijn landgenoot, de castraat Senesino, die veel beter acteerde dan hij.
Zijn eerste optreden was in het Lincoln’s Inn Fields-theater in het stuk Artaserse, waarvoor zijn broer, Riccardo Broschi, het merendeel van de muziek had geschreven. Farinelli had onmiddellijk succes, Frederik Lodewijk en het hele hof overlaadden hem met complimenten en geschenken. Na drie jaar in Engeland te hebben doorgebracht, vertrok hij naar Spanje. Farinelli verbleef een paar maanden in Frankrijk om voor Lodewijk XV te zingen.

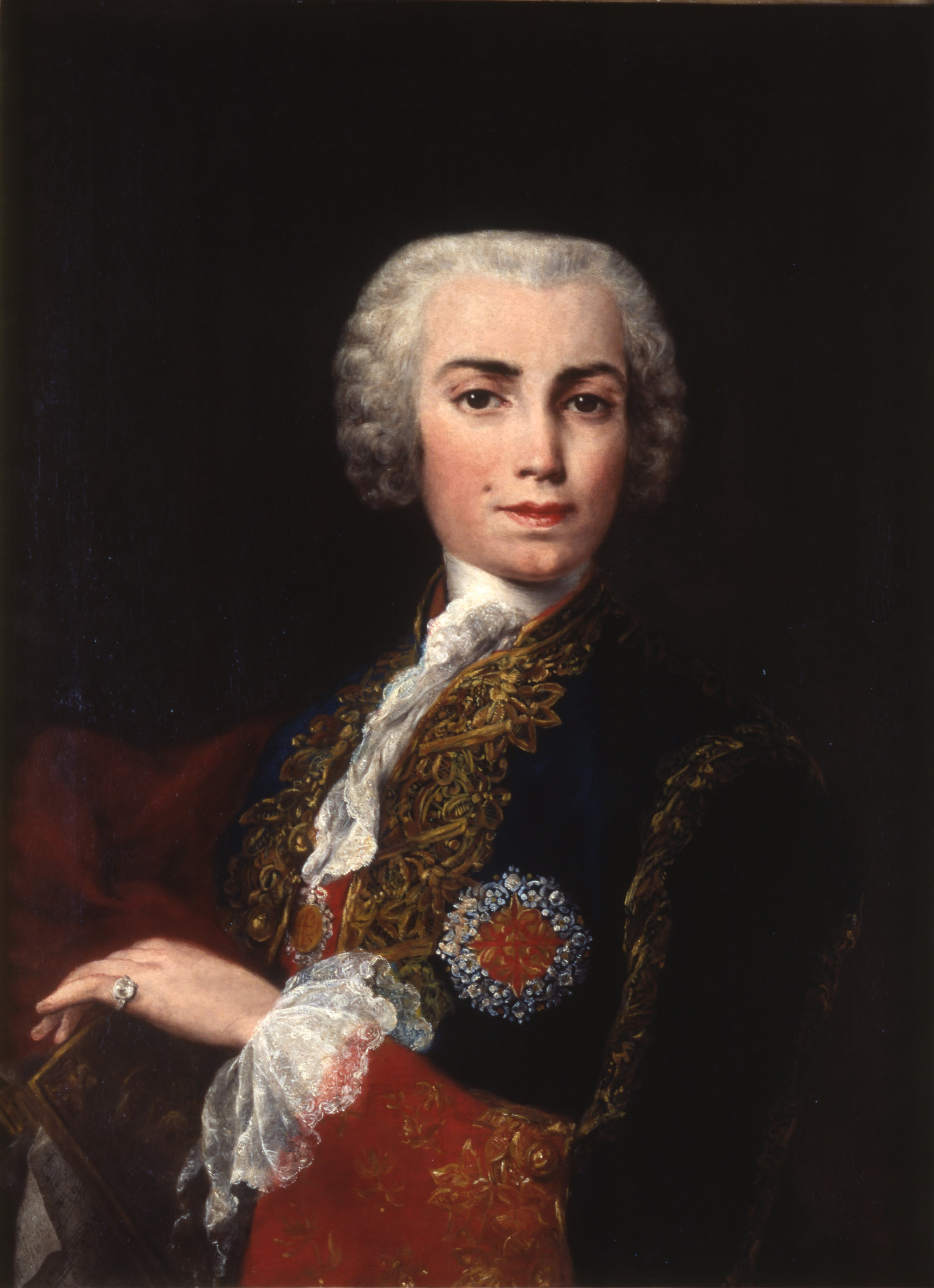
Portret door Jacopo Amigoni, 1750/1752.

### Spanje
Het was de bedoeling om maar een paar maanden in Spanje te verblijven maar het werd uiteindelijk bijna 25 jaar. Zijn stem, die door de koningin aangewend werd om koning Filips V van Spanje te genezen van zijn melancholische waanzin, verwierf voor hem de macht van Eerste minister. Hij was wijs en bescheiden genoeg om deze macht op een discrete manier te gebruiken. Twee decennia lang zong Farinelli avond na avond dezelfde aria's van Johann Adolf Hasse voor de koning. Kort nadat Ferdinand VI van Spanje de troon had beklommen, werd Farinelli aangewezen als directeur van de theaters in Madrid en Aranjuez. De teksten van de meeste opera's die zijn theaters opvoerden, waren geschreven door Pietro Metastasio. In 1750 werd Farinelli tot ridder in de Orde van Calatrava geslagen. Hij gebruikte zijn macht aan het hof om Ferdinand ertoe over te halen een Italiaanse Opera te openen. Hij werkte ook samen met Domenico Scarlatti, een Napolitaan die ook in Spanje woonde.
Toen Karel III van Spanje de troon beklom, keerde Farinelli terug naar Bologna met zijn schilderijen en muziekinstrumenten die hij had vergaard en geërfd van Domenico Scarlatti. Farinelli bracht de rest van zijn leven door met Metastasio. Vele grootheden kwamen hem opzoeken: Mozart, Gluck, Casanova, Burney en keizer Josef II. Farinelli stierf een paar maanden na Metastasio.

## Dood en begrafenis
Uit: Het testament van mijzelf, Carlo Broschi ook bekend als Farinelli. Geleverd aan notaris Lorenzo Gambarini op 20 februari 1782. Bologna, Staatsarchieven, onder notaris Gambarini:
Ik wil dat mijn lichaam, of liever, mijn lijk, in mijn mantel van de Orde van Calatrava gewikkeld zal worden. De Grondwet van het "Reaal Ordini Militare" schreef ten tweede een begrafenis zonder pracht en praal voor waarin 50 armen mee lopen en elke derde persoon een wassen kaars in de hand zal dragen en dat iedereen van deze armen geld krijgt als bedanking om mijn lichaam te begeleiden naar de kerk "Padri Cappuccini" voor mijn begrafenis. Ik wil dat zij mijn Ziel in de altaren van "Santissimo" gevierd wordt en een waarborgsom van vierhonderd krijgen; tweehonderd voor de kerk waar ik begraven zal worden, vijftig voor mijn parochie Bertalia, vijftig voor de parochie van Beverara en de resterende honderd voor de kerk "Ospitale" van het lange leven.
Zijn dood volgens G. Sacchi, Vita del Cavaliere Don Carlo Broschi, Venezia 1784, pp. 46–48:
Farinello stierf door koorts in het jaar 1782 op XVI september, en was bijna 78 jaar oud. Hij behield zijn geheugen en zin tot de voorlaatste dag van zijn leven. Hij nam de handen van God aan en behield zijn Christelijk geduld. Hij maakte een laatste correctie op zijn testament, dat al maanden op voorhand werd gemaakt, om de liefdadigheid en ijver te belonen van hen die hem tijdens zijn ziekte en begrafenis hadden bijgestaan. Hij ontving de laatste Sacramenten en werd vervoerd naar de kerk "Cappuccini" over de heuvels, dicht bij de stad, zonder overdaad; zoals hij had opgedragen.

## Trivia
- De enige opera van Händel waarin Farinelli heeft gezongen, was Ottone, volgestouwd met aria's uit andere opera's van Händel.
- In 1994 verscheen de film Farinelli over Farinelli's leven. Deze film geeft de gebeurtenissen in zijn leven niet geheel waarheidsgetrouw weer. Zo vervult Farinelli's broer in de film een belangrijke rol, terwijl Porpora maar een kleine rol in zijn leven speelt. Ook toont de film een andere reden waarom Carlo Broschi de artiestennaam Farinelli koos. Deze moderne film is niet de eerste die Farinelli's leven in beeld brengt. Daniel Auber schreef een opera over hem met het script van Eugène Scribe.
- In 2006 werd Farinelli's lichaam in Bologna opgegraven. Dit graf is pas recentelijk ontdekt. De opgraving is interessant om de anatomische effecten van de castratie van jonge jongens te bestuderen. Musicoloog Carlo Vitali, betrokken bij de opgraving, beschreef de botten als ongewoon lang en stevig.